# مزرعه‌حصار
مزرعه‌حصار، روستایی از توابع بخش مرکزی شهرستان سلماس در استان آذربایجان غربی ایران است.

## جمعیت
این روستا در دهستان زولاچای قرار دارد و براساس سرشماری مرکز آمار ایران در سال ۱۳۸۵، جمعیت آن زیر سه خانوار بوده‌است.